# Димовий снаряд
Димови́й снаря́д — вид спеціальних артилерійських снарядів, споряджений димоутворювальною речовиною, при розриві якого утворюється щільна хмара диму. Використовується для засліплення спостережних та командних пунктів, вогневих засобів і живої сили противника, постановки димових завіс або димового хмари, а також для цілевказання, сигналізації, пристрілки та визначення швидкості і напряму вітру в районі цілі.
Димові снаряди бувають ударної і дистанційної дії. Димовий снаряд ударної дії складається з корпусу, заповненого димоутворювальною речовиною (білим фосфором, триокисом сірки тощо) запального склянки з розривним зарядом і детонатора. При спрацьовуванні підривника (в момент удару димового снаряда о ґрунт) відбувається детонація розривного заряду, корпус снаряда руйнується і димоутворювальна речовина розпорошується, самозапалюючись на повітрі. У димових снарядів, споряджених білим фосфором, продукти окиснення конденсуються в густий білий дим. Гарячі частинки фосфору, що розлітаються, можуть вражати живу силу противника і підпалювати легкозаймисті об'єкти. У димових снарядів дистанційної дії при спрацьовуванні у визначений момент запальника (трубки) запалюється вибивний заряд, котрий викидає з корпусу снаряда контейнери з речовиною, що утворює в повітрі щільну хмару білого або кольорового диму. Тривалість задимлення ділянки залежить від характеру місцевості і метеоумов. Найбільш ефективним є застосування димових снарядів в прохолодну похмуру погоду при вітрі 4—5 м/с.